# Ahmed Yasin Ghani
Ahmed Yasin Ghani (arabisch احمد ياسين غني موسى; * 22. April 1991 in Bagdad) ist ein irakisch-schwedischer Fußballspieler. Der Mittelfeldspieler, der 2011 für Örebro SK in der Allsvenskan debütierte, nahm mit der irakischen Nationalmannschaft an der Asienmeisterschaft 2015 teil.

## Werdegang

### Verein
Yasin, der als Kind mit seiner Familie aus dem Irak nach Schweden kam, begann mit dem Fußballspielen bei BK Forward. Beim seinerzeitigen Drittligisten debütierte er 2008 in der Division 1. In der Folge kam er auch in den Fokus des Svenska Fotbollförbundet. Im Sommer des Jahres nahm er an einem Trainingslager der schwedischen U-19-Juniorenauswahlmannschaft teil.
Nachdem Yasin im Spätherbst 2010 bereits bei Örebro SK mittrainiert hatte, unterzeichnete er im Dezember des Jahres einen langfristigen Vertrag beim Erstligisten. Anfangs als Nachwuchsspieler nur sporadisch in der Allsvenskan eingesetzt, rückte er nach dem bereits frühzeitig feststehenden Abstieg am Ende der Spielzeit 2012 in die Startelf auf. In der anschließenden Zweitligasaison etablierte er sich in der Stammformation und war mit jeweils sechs Saisontoren und Torvorlagen am direkten Wiederaufstieg aus der Superettan beteiligt.
Im Sommer 2015 wechselte er nach Dänemark zum Aarhus GF, kehrte jedoch bereits im Januar 2016 wieder nach Schweden zurück und schloss sich dem AIK Solna an. Im Januar 2017 folgte eine kurzzeitige Leihe zum katarischen Muaither SC, von welcher er Ende April des Jahres wieder zurückkehrte. Eine weitere Leihe fand von Juli 2017 bis zum Ende des Jahres zum BK Häcken statt.
Nach seiner Rückkehr wechselte er im Sommer 2018 zum al-Khor SC wieder nach Katar und wurde danach ab Januar 2019 fester Teil des Kaders des BK Häcken. Im Januar 2021 folgte ein nächster Wechsel zu Denizlispor in die Türkei. Seit August 2021 steht er wieder beim Örebro SK unter Vertrag.

### Nationalmannschaft
Nachdem Yasin bereits 2011 für die irakische Olympiaauswahl aufgelaufen war, kam er im Juni 2012 unter Nationaltrainer Zico in der irakischen Nationalmannschaft im Rahmen des Arabischen Nationenpokals 2012 zu seinem ersten A-Länderspieleinsatz. Während er einerseits bei seinem Klub unter Trainer Alexander Axén weiterhin Stammspieler blieb und sich im vorderen Mittelfeld der ersten Liga platzierte, setzte er sich auch in der Nationalmannschaft fest. Unter Trainer Radhi Shenaishil gehörte er zum Kader für die Asienmeisterschaft 2015.